# Classements annexes du Championnat d'Europe féminin de basket-ball 2015

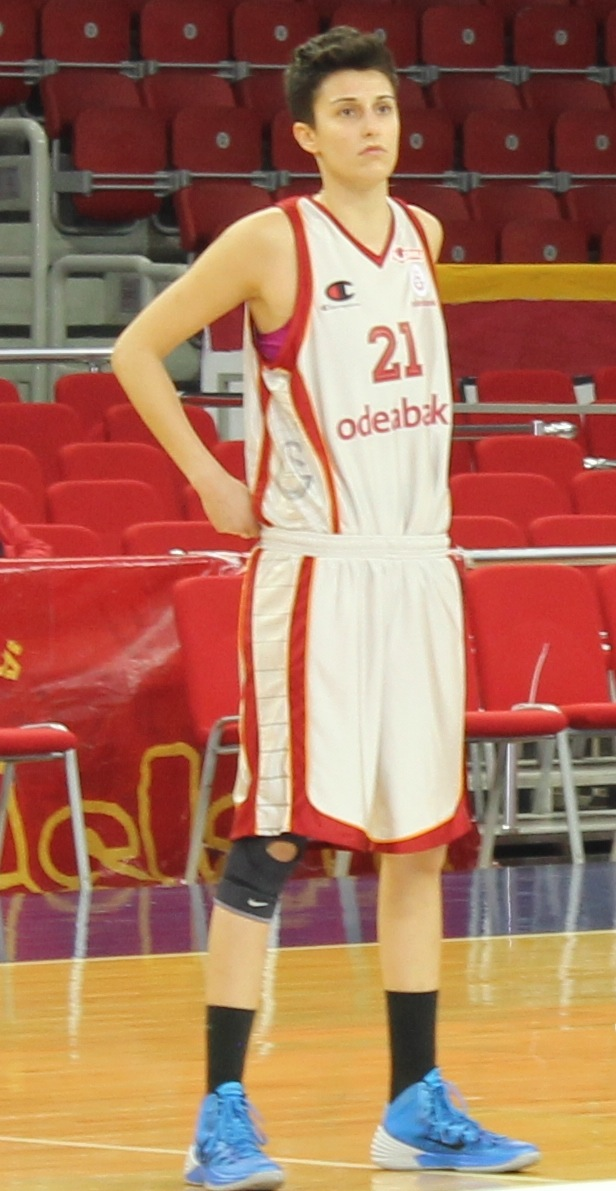
L’Espagnole Alba Torrens sous le maillot de Galatasaray.

Les statistiques sont exprimées en unités par match joué.
Cet article liste les top 5 et top 10 dans différents domaines statistiques du Championnat d'Europe de basket-ball féminin 2015.

## Points marqués
|    | Nom de la joueuse | Pays               | Pts/Match | Points | Matchs |
| -- | ----------------- | ------------------ | --------- | ------ | ------ |
| 1  | Alba Torrens      | Espagne            | 19,7      | 197    | 10     |
| 2  | Sandrine Gruda    | France             | 17,8      | 178    | 10     |
| 3  | Kristi Toliver    | Slovaquie          | 17,4      | 122    | 7      |
| 4  | Lara Sanders      | Turquie            | 16,7      | 167    | 10     |
| 5  | Angelica Robinson | Monténégro         | 15,9      | 159    | 10     |
| 6  | Kamilė Nacickaitė | Lituanie           | 15,7      | 157    | 10     |
| 7  | Kateřina Elhotová | République tchèque | 15,6      | 109    | 7      |
| 8  | Alena Lewtchanka  | Biélorussie        | 14,9      | 149    | 10     |
| 9  | Zoí Dimitrákou    | Grèce              | 14,9      | 104    | 7      |
| 10 | Alena Hanušová    | République tchèque | 14,9      | 104    | 7      |

## Passes décisives
|    | Nom de la joueuse  | Pays               | Passes/Match | Passes | Matchs |
| -- | ------------------ | ------------------ | ------------ | ------ | ------ |
| 1  | Jelena Škerović    | Croatie            | 7,1          | 71     | 10     |
| 2  | Céline Dumerc      | France             | 5,9          | 59     | 10     |
| 3  | Işıl Alben         | Turquie            | 5,5          | 55     | 10     |
| 4  | Lindsey Harding    | Biélorussie        | 5,3          | 53     | 10     |
| 5  | Veronika Bortelová | République tchèque | 5,3          | 37     | 7      |
| 6  | Kristi Toliver     | Slovaquie          | 4,7          | 33     | 7      |
| 7  | Epiphanny Prince   | Russie             | 4,5          | 45     | 10     |
| 8  | Iva Ciglar         | Croatie            | 4,3          | 26     | 6      |
| 9  | Irina Osipova      | Russie             | 4,3          | 43     | 10     |
| 10 | Birsel Vardarlı    | Turquie            | 4,1          | 41     | 10     |

## Rebonds totaux
|    | Nom de la joueuse | Pays        | Rebonds/match | Off. | Déf. | Total | Matchs |
| -- | ----------------- | ----------- | ------------- | ---- | ---- | ----- | ------ |
| 1  | Alena Lewtchanka  | Biélorussie | 11,5          | 38   | 77   | 115   | 10     |
| 2  | Angelica Robinson | Monténégro  | 8,9           | 31   | 58   | 89    | 10     |
| 3  | Lara Sanders      | Turquie     | 8,4           | 22   | 62   | 84    | 10     |
| 4  | Sandrine Gruda    | France      | 8,2           | 28   | 54   | 82    | 10     |
| 5  | Astou Ndour       | Espagne     | 7,9           | 33   | 28   | 79    | 10     |
| 6  | Irina Osipova     | Russie      | 7,6           | 24   | 52   | 76    | 10     |
| 7  | Ártemis Spanoú    | Grèce       | 7,6           | 17   | 36   | 53    | 7      |
| 8  | Laura Nicholls    | Espagne     | 7,2           | 31   | 41   | 72    | 10     |
| 9  | Nevriye Yılmaz    | Turquie     | 6,9           | 22   | 40   | 62    | 9      |
| 10 | Gintarė Petronytė | Lituanie    | 6,8           | 18   | 43   | 61    | 9      |

## Contres
|    | Nom de la joueuse      | Pays               | Contres / match | Contres | Matchs |
| -- | ---------------------- | ------------------ | --------------- | ------- | ------ |
| 1  | Lara Sanders           | Turquie            | 2,0             | 20      | 10     |
| 2  | Anna Jurčenková        | Slovaquie          | 7,9             | 13      | 7      |
| 3  | Natalia Vieru          | Russie             | 1,8             | 18      | 10     |
| 4  | Anastasiya Verameyenka | Biélorussie        | 1,3             | 13      | 10     |
| 5  | Angelica Robinson      | Monténégro         | 1,0             | 10      | 10     |
| -  | Danielle Page          | Slovaquie          | 1,0             | 10      | 10     |
| -  | Luca Ivanković         | Slovaquie          | 1,0             | 7       | 7      |
| 8  | Sandrine Gruda         | France             | 0,9             | 9       | 10     |
| -  | Astou Ndour            | Espagne            | 0,9             | 9       | 10     |
| 10 | Jana Veselá            | République tchèque | 0,9             | 6       | 7      |

## Interceptions
|    | Nom de la joueuse   | Pays        | Interceptions / match | Interceptions | Matchs |
| -- | ------------------- | ----------- | --------------------- | ------------- | ------ |
| 1  | Işıl Alben          | Turquie     | 2,5                   | 25            | 10     |
| 2  | Sandra Linkevičienė | Lituanie    | 2,1                   | 19            | 9      |
| 3  | Epiphanny Prince    | Russie      | 1,9                   | 19            | 10     |
| 4  | Katsiaryna Snytsina | Biélorussie | 1,7                   | 17            | 10     |
| 5  | Milica Dabović      | Serbie      | 1,6                   | 16            | 10     |
| -  | Marta Xargay        | Espagne     | 1,6                   | 16            | 10     |
| 7  | Kamilė Nacickaitė   | Lituanie    | 1,4                   | 14            | 10     |
| -  | Lara Sanders        | Turquie     | 1,4                   | 14            | 10     |
| 9  | Iva Ciglar          | Croatie     | 1,3                   | 8             | 6      |
| 10 | Céline Dumerc       | France      | 1,3                   | 13            | 10     |

## Statistiques par équipes

### Les cinq meilleures attaques
|   | Équipe    | Pts/Match | Points | Matchs |
| - | --------- | --------- | ------ | ------ |
| 1 | Slovaquie | 75,9      | 531    | 7      |
| 2 | Serbie    | 74,7      | 747    | 10     |
| 3 | Espagne   | 74,6      | 746    | 10     |
| 4 | Lituanie  | 71,3      | 713    | 10     |
| 5 | Russie    | 71,2      | 712    | 10     |

### Les cinq meilleures défenses
|   | Équipe  | Pts/Match | Points | Matchs |
| - | ------- | --------- | ------ | ------ |
| 1 | Turquie | 55,8      | 558    | 10     |
| 2 | Grèce   | 60,6      | 424    | 7      |
| 3 | Espagne | 62,9      | 629    | 10     |
| 4 | Russie  | 63,8      | 638    | 10     |
| 5 | France  | 63,8      | 638    | 10     |